# Axel Robertson-Proschowsky
Axel Robertson-Proschowsky (1857-1944) est un médecin et naturaliste qui dirigea un parc d'acclimatation, la Villa Les Tropiques, à Nice, en 1892. De nombreuses plantes exotiques furent cultivées dans sa propriété qui a aujourd'hui disparu. Le parc d'acclimatation des Tropiques resta en activité plus de 50 ans et comptait plus de 2 000 espèces végétales. Y étaient cultivées, entre autres 125 variétés de palmiers : Phoenix canariensis, Trachycarpus, Livistona, Sabal, Brahea ou Howea.